# 法蘭吉斯坦
法蘭吉斯坦（波斯語：‎），是穆斯林特別是波斯人使用的術語，在中世紀和後來指西方或拉丁歐洲。
法蘭吉斯坦的字面意思是“法蘭克人的土地”，來自佛郎机（法朗人），在後方加上波斯語後綴斯坦，即地方。在十字軍東征期間，中東的穆斯林將所有來自基督教世界的人稱為法蘭吉人。最初是歐洲最大的基督教國家居民法兰克王国的名字，後來命名為法蘭西王國（其東部地區後來被稱為神聖羅馬帝國）。
由於法蘭克人（法國人）構成了第一次十字軍東征的重要組成部分，古法語成為12世紀十字軍國家（尤其是安提阿公國）的主要語言，因此在黎凡特使用的“弗蘭克”一詞可以意為任何西歐基督徒（無論是法蘭克人，撒克遜人，佛蘭芒人等）。但法蘭吉斯坦不是一個明確界定的區域，可能是當代穆斯林認為是基督徒的任何土地。
在奧斯曼帝國時期，法蘭吉斯坦一詞仍在使用，直到17世紀才被停用。雖然在波斯仍在使用，直到卡扎爾王朝結束，正如那個時代的各種通信和行政文件中所指出的那樣，是指歐洲國家。其他衍生詞如Farang（名詞），Farangi（形容詞）和復合詞如Farangi Ma'āb（字面意思為法語），在現代波斯語中使用頻率較低，但沒有任何負面含義。在今天印度的印地語中，所有歐洲人一般都被稱為Firang。